# Pat'Jaune
 (janvier 2019).
Si vous disposez d'ouvrages ou d'articles de référence ou si vous connaissez des sites web de qualité traitant du thème abordé ici, merci de compléter l'article en donnant les références utiles à sa vérifiabilité et en les liant à la section « Notes et références ».
Pat'Jaune est un groupe musical de l'île de La Réunion formé en 1987.

## Biographie
Originaire de la Plaine des Cafres sur la commune du Tampon, le groupe composé des trois frères Gonthier deviendra un quatuor avec la présence féminine de Claudine Tarby en 2000. Leurs chansons écrites en créole réunionnais évoquent avec humour et entrain la vie des Yabs (ou « Pat' jaune », référence à la couleur de leurs pieds, due au travail dans les champs de safran et dans l'herbe sèche).
La musique de Pat'Jaune est un mélange unique de danses d'antan (valses, polkas, scottish ou quadrilles importés par les premiers colons), de séga, tandis que le violon et le banjo rappellent la musique cadienne de Louisiane.
Très vite, Pat'Jaune acquiert une solide réputation sur scène. Les membres du groupe, tous vêtus de la même façon (chapeaux feutre bruns, chemises blanches, bretelles apparentes et pantalons noirs), alternent chansons et interludes parlés évoquant souvent la « Réunion longtemps ». Forts de leur prestance scénique, les Pat'Jaune ont donné des concerts en métropole (festival Africolor et Transmusicales de Rennes en 2002, festival Métis d'Angoulême en 2005, festival « La Guinguette Mobile » à Angoulême et Sentier des Halles à Paris en novembre 2006, le groupe passe régulièrement sur la Foire de Paris) et à l'étranger (Hong Kong en juillet 2002, Festival international de Louisiane à Lafayette en 2005).
Depuis 2009, le cabaret Pat'Jaune a ouvert ses portes à la Plaine des Cafres. Le groupe propose une soirée musicale animée entrecoupée d'un repas local préparé soigneusement par leur cuisinier. Les membres du groupe participent activement à la préparation du repas et de la salle. Les chanteurs accueillent cordialement et individuellement chaque personne en début de soirée. Pour participer au cabaret Pat'Jaune il faut réserver sur le site officiel du groupe.

## Membres

### Membres du groupe
- Claudine Tarby (1961 où 1962-2023) [3], chant, percussions.
- Michel Gonthier, chant, guitare, contrebasse.
- François Gonthier, chant, basse, contrebasse.
- Bernard Gonthier, chant, violon, banjo, mandoline.

### Membres additionnels
- Alain Dubanet, accordéon sur l'album Larisé[4]

## Discographie
- 1998 : Youl, Digital Studio Production Discorama.
- 2002 : Ti catoune, Digital Studio Production Discorama.
- 2003 : En concert : live (1 CD + 1 DVD) produit par Discorama.
- 2005 : Larisé, Pat'Jaune Production, distribution Discorama Production.
- 2007 : Ticoulitintin, Chansons et berceuses de la Réunion (Rencontre inédite entre les textes en créole de Joëlle Écormier et la musique des Pat'Jaune). Disque Production Pat'Jaune – Livre produit par Océan Éditions.
- 2006 : À l'école des Gramounes (musique du documentaire réalisé en  par Dominique Barouch).
- 2010 : Live 2010 (DVD) produit par Discorama Production.
- 2010 : Nout rêve, Pat'Jaune Production, distribution Discorama Production.
- 2023 : A moin YAB toul’ temps , produit par MDC prod, disponible aussi en version dolby atmos

## Clips
- Polka Angélo.
- Ti catoune.

## Spectacle musical
- 2018 : Bilimbi et Girimbelle, conte musicale écrit par Jacqueline Farreyrol, mis en scène et interprété par les troupes des Pat’Jaune, Théâtre Luc-Donat[5],[6],[7]